# Cratere Maunder (Luna)
Maunder è un cratere lunare intitolato all'astronoma britannica Annie Scott Dill Maunder e a suo marito Edward Walter Maunder, anch'egli astronomo. Il cratere è situato sulla faccia nascosta della Luna, proprio oltre il bordo occidentale. Questa regione è a volte visibile durante alcune librazioni particolarmente favorevoli, ma non molto in dettaglio. La formazione è situata sul confine settentrionale del Mare Orientale, all'interno di un anello di montagne noto come Montes Rook, ed è il cratere più vasto dell'intero mare. A sudest si trova il cratere Kopff, e a sud il piccolo cratere Hohmann.
Il bordo di Maunder è grossomodo circolare e non particolarmente eroso. Le pareti interne mostrano dei terrazzamenti, che scendono verso il fondale interno abbastanza piatto. Nel centro del cratere si trovano due picchi, il maggiore a nordest. Attorno al cratere si osserva un bastione che si fonde con il terreno irregolare lungo la parte settentrionale del bordo.

## Crateri correlati
Alcuni crateri minori situati in prossimità di Maunder sono convenzionalmente identificati, sulle mappe lunari, attraverso una lettera associata al nome.
| Maunder | Latitudine | Longitudine | Diametro |
| ------- | ---------- | ----------- | -------- |
| A       | 3,2° S     | 90,5° W     | 15 km    |
| B       | 9,0° S     | 90,3° W     | 17 km    |

I seguenti crateri sono stati ribattezzati dall'IAU
- Maunder Z — Vedi cratere Couder.